# Club Sport Marítimo do Porto Novo
 (novembre 2016).
Maillots
Le Club(e) Sport(ivo) Marítimo do Porto Novo est un club cap-verdien de football basé à Porto Novo, sur l'île de Santo Antão.

## Palmarès
- Championnat de L'île de Santo Antão (Sud) :
  - Vainqueur 1998/99 et 2009/10

- Coupe de Porto Novo :
  - Vainqueur en 2000/01, 2007/08 et 2009/10

- SuperCoupe de Porto Novo :
  - Vainqueur en 2007/08

## Bilan saison par saison

### Compétition nationale
|      | Groupe | Position | Points | Journées | V | N | D | B.M. | B.P. | Diff. |
| 2010 | 1B     | 4        | 7 pts  | 5        | 2 | 1 | 2 | 7    | 9    | -2    |

### Compétition régionale
|         | Groupe | Position | Points | Journées | V  | N | D | B.M. | B.P. | Diff. |
| 2009-10 | 2      | 1        | -      | -        | -  | - | - | -    | -    | -     |
| 2013-14 | 2      | 2        | 24 pts | 12       | 7  | 3 | 2 | 27   | 11   | +16   |
| 2014-15 | 2      | 2        | 30 pts | 12       | 10 | 0 | 2 | 23   | 8    | +16   |
| 2015-16 | 2      | 2        | 33 pts | 12       | 11 | 0 | 1 | 34   | 4    | +30   |